# فریدا: زندگی‌نامه‌ای از فریدا کالو
فریدا: زندگی‌نامه‌ای از فریدا کالو، کتابی از هیدن هرارا در مورد زندگی هنرمند مکزیکی، فریدا کالو، هنر او و رابطه او با دیگو ریورا است.
استودیو ماژورفیلم فیلم فریدا را با بازی سلما هایک (در نقش خود فریدا) از این زندگی‌نامه ساخت.